# Prédiction (bande dessinée)

Prédiction est une série de bande dessinée fantastique scénarisée par Pierre Makyo, dessiné par Massimo Rotundo et mis en couleur par Emanuele Tenderini. La série est éditée par Delcourt dans la collection Machination.

## Albums
1. Fatale Mélodie (2007)
2. Statue vivante (2008)
3. Sur le fil (2011)